# کانال د
کانال د (به ترکی استانبولی: Kanal D) یک شبکه تلویزیونی در سراسر ترکیه است. سرمایه‌دار این شبکه آیدین دوغان است که مالک چندین شبکه دیگر مانند ت و 2 نیز است. همچنین این شبکه به صورت جهانی در Euro D به صورت آنلاین پخش می‌شود. اولین شبکه اچ دی در ترکیه کانال دی اچ دی است. در ۱۸ فوریه ۲۰۰۷، یک شبکه تلویزیونی به همین نام در رومانی ساخته شده‌است که این شبکه به کانال دی ترکیه مربوط نیست.

## سریال‌های پخش شده
از معروف‌ترین سریال‌های پخش شده این شبکه می‌توان به موارد زیر اشاره کرد:
- صحرا
- برگ‌ریزان
- نور
- خیابان‌های پشتی
- عاصی
- عشق ممنوع
- عمارت سراب
- فاطما گل
- روزی روزگاری
- کوزی گونی
- یالان دنیا
- چکاوک
- در انتظار آفتاب
- انتقام
- مرحمت
- شرافت
- نبرد گل‌ها
- دختران آفتاب
- پویراز کارایل
- داستان بدروم
- انتقام شیرین
- ترانه زندگی
- وطنم تویی
- مریم
- عشق سیاه و سفید
- کودکان نشنوند
- زوج افسانه‌ای
- پرندگان زخمی
- استانبول ظالم
- عشق تجملاتی
- دختری پشت پنجره
- بازی بخت
- اشرف رویا
- همچنین در این کانال مسابقات جذابی برگزار می‌شود که مسابقه معروف galinim motfakta یا عروس من در آشپزخانه یکی از آنها می‌باشد. این مسابقه روزهای دوشنبه تا جمعه با مجری‌گری خواننده معروف سدا سایان برگزار می‌شود.